# The Miracle of Phil
 (juillet 2025).
Pour plus de détails, voir Fiche technique et Distribution.
The Miracle of Phil est un court métrage de comédie américain réalisé par Andrew Douglas et sortie en 2008.

## Fiche technique
- Titre original : The Miracle of Phil
- Réalisation : Andrew Douglas
- Scénario : Andrew Douglas et Lenore Thomas Douglas
- Musique : Brian Banks
- Photographie : Flor Collins
- Montage : Michael Elliot
- Décors :
- Costumes : Mari-An Ceo
- Production : Peter Safran
  - Producteur délégué : Mike Bayman, Andrew Douglas, Lenore Thomas Douglas, James Gunn, Scott Nocas et Jake Zim
  - Producteur exécutif : Gudrun Giddings
- Société de production : Dugfilms et Safran Digital Group
- Société de distribution : Xbox Live
- Pays de production :  États-Unis
- Langue originale : anglais
- Format : couleur — 2,35:1
- Genre : Comédie
- Durée :
- Dates de sortie :
  - États-Unis : 25 juillet 2008 (San Diego)

## Distribution
- Jordan Black : Phil
- Roni Blak : le médecin
- Benjamin Byron Davis : le barman
- Mario Davis : Mario
- Lenore Thomas Douglas : Chris
- Neal Fischer : l'invité de la Baby Shower
- Siobhan Flynn : Stacy
- Yeardley Smith : Holly
- Sam Trammell : Taylor